# Władysław Zachariasiewicz

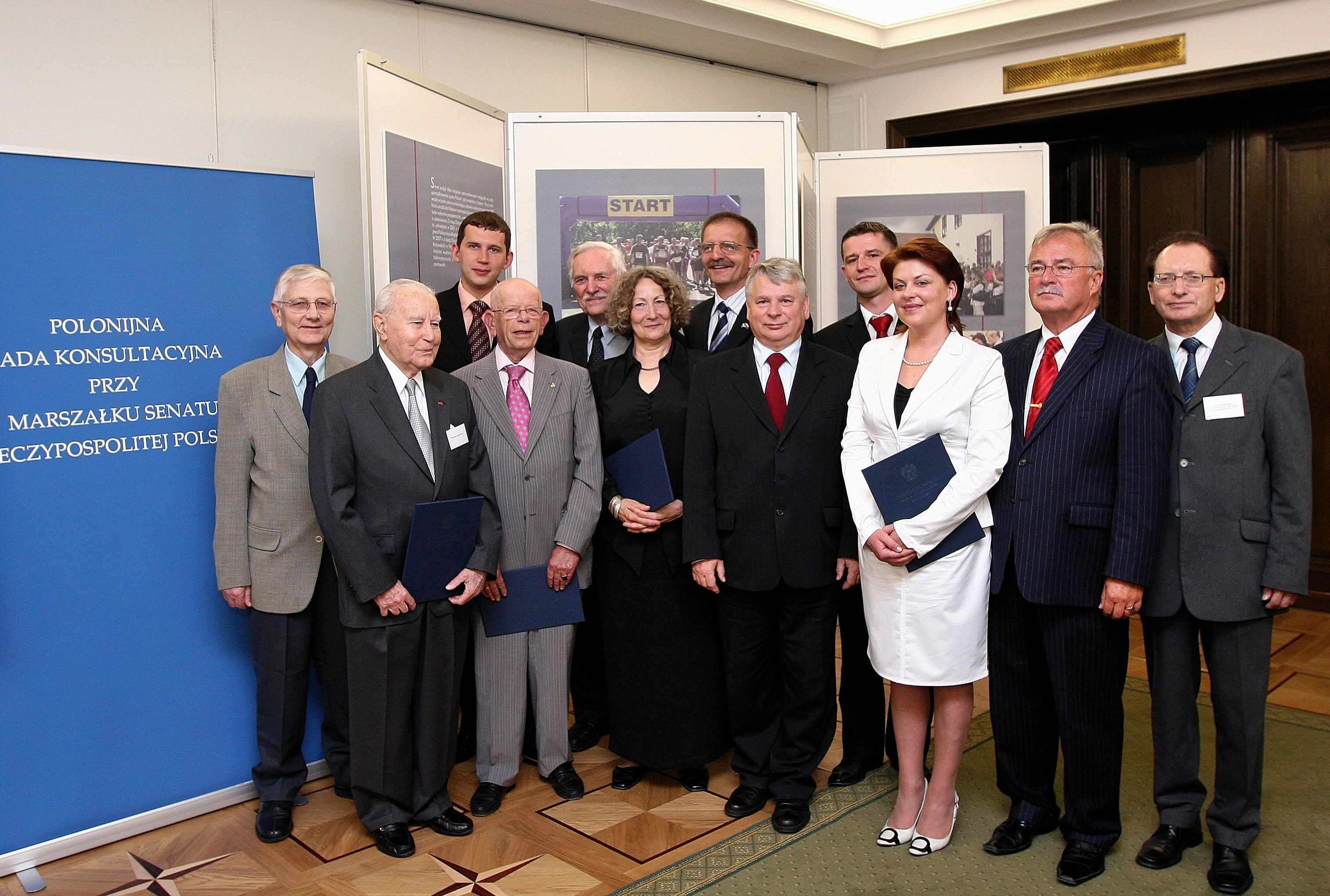
Władysław Zachariasiewicz (drugi z lewej) z członkami Polonijnej Rady Konsultacyjnej przy Marszałku Senatu (2008)

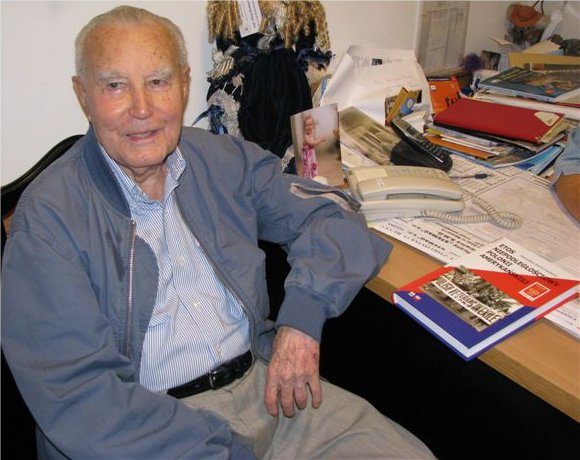
Władysław Zachariasiewicz, Busko-Zdrój, 26 lipca 2008

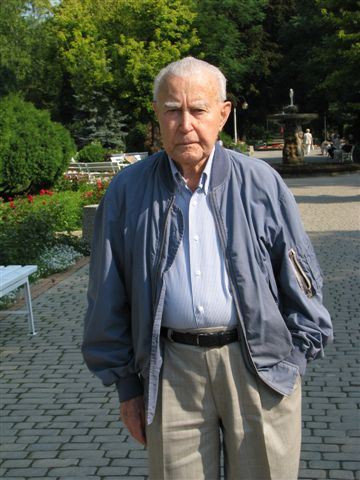
Władysław Zachariasiewicz, Busko-Zdrój, 26 lipca 2008

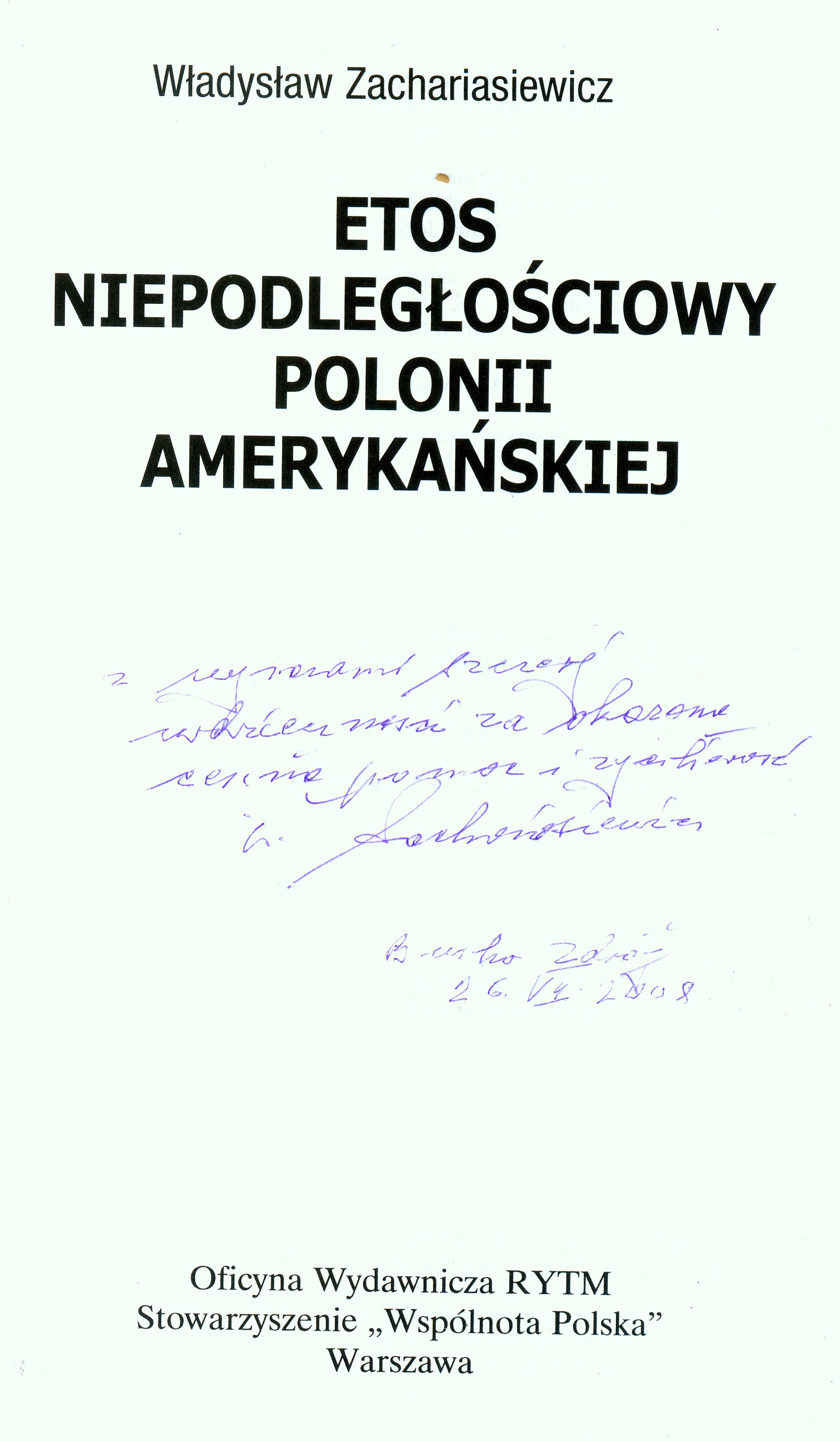
Dedykacja Władysława Zachariasiewicza w książce pt. Etos niepodległościowy Polonii amerykańskiej; Oficyna Wydawnicza „Rytm” – Stowarzyszenie „Wspólnota Polska”, Warszawa 2005

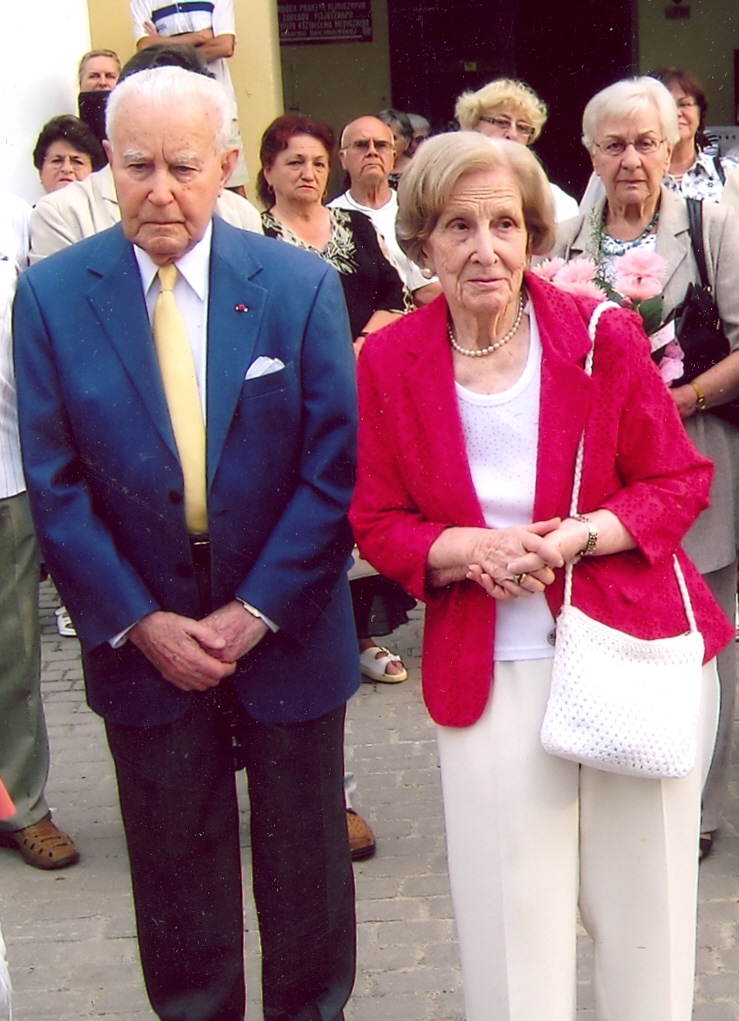
Władysław Zachariasiewicz z żoną Adelą, Busko-Zdrój, 6 lipca 2008

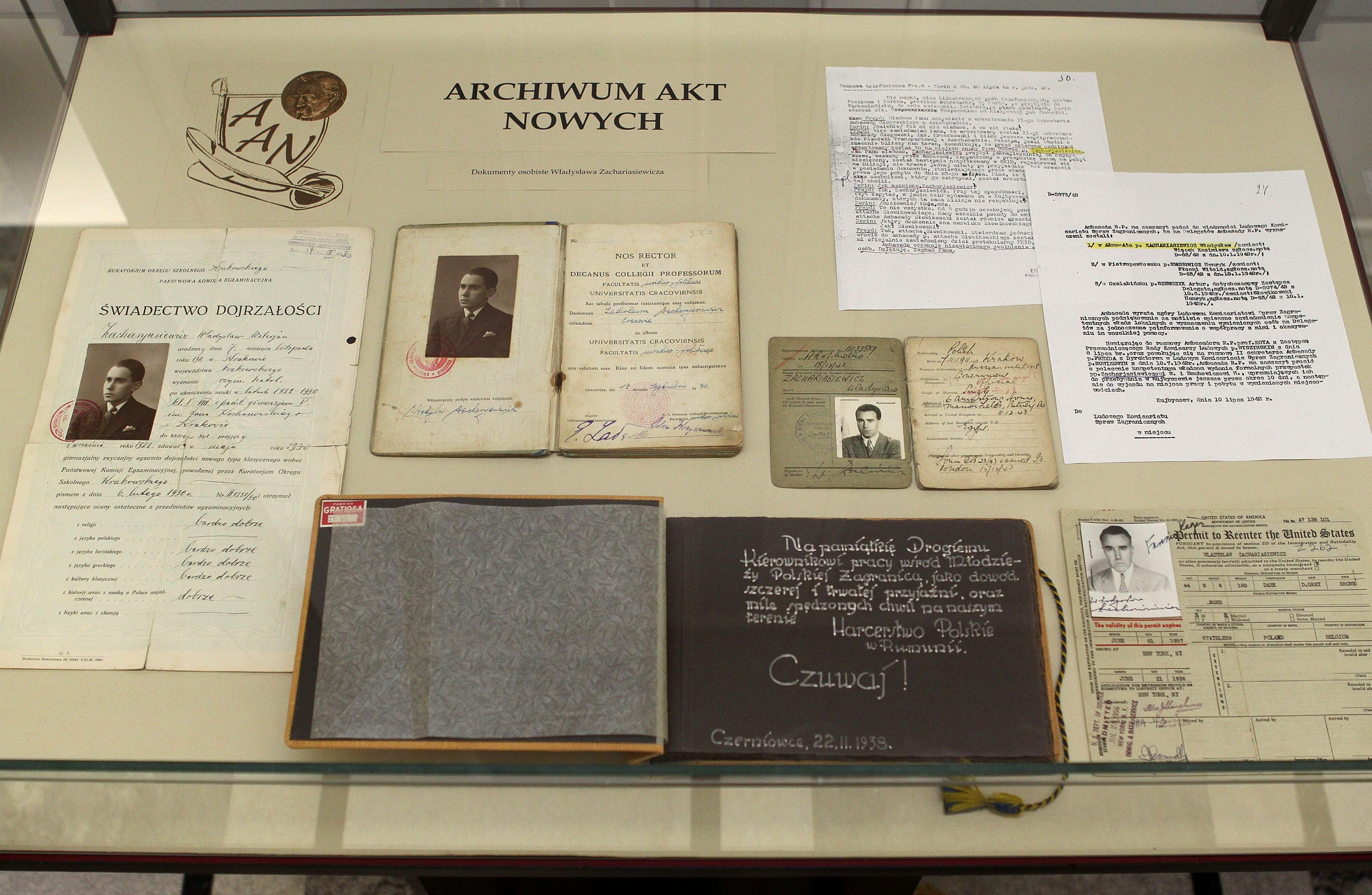
Dokumenty Władysława Zachariasiewicza przekazane przez niego do Archiwum Akt Nowych, prezentowane w Senacie RP (2010)

Władysław Walerian Zachariasiewicz (Walter Zachariasiewicz), (ur. 7 listopada 1911 w Krakowie, zm. 21 września 2016 w Waszyngtonie) – polski działacz społeczno-polityczny Polonii amerykańskiej, weteran II wojny światowej, kawaler maltański.

## Życiorys

### Okres dwudziestolecia międzywojennego
Syn Jana Zachariasiewicza i Marii z domu Netshada. Uczył się w krakowskim V Gimnazjum im. Jana Kochanowskiego. W tym czasie brał udział w programie dla młodych liderów YMCA. Studiował następnie na Wydziale Prawa i Administracji Uniwersytetu Jagiellońskiego (dyplom w 1935). W czasie studiów był prezesem Związku Polskiej Młodzieży Demokratycznej oraz Akademickiego Związku Zbliżenia Międzynarodowego „Liga” w Krakowie. W okresach wakacyjnych odbył praktyki w Konsulacie RP w Lipsku i Poselstwie RP w Rydze.
Od 1936 zaangażowany do Światowego Związku Polaków z Zagranicy („Światpol”) w Warszawie. Jako kierownik Wydziału Młodzieży był m.in. odpowiedzialny za program szkoleniowy młodych przywódców polonijnych w „Kadrówce Młodych Polaków z Zagranicy” na Groniku koło Zakopanego, odpowiadał także za roczny „Kurs wiedzy o Polsce”, którego uczestnikami było pięćdziesięciu przyszłych potencjalnych liderów, pochodzących z większych skupisk polonijnych. Po śmierci w 2003 Bolesława Wierzbiańskiego (który kierował biurem studiów „Światpolu”) był ostatnim żyjącym członkiem tej organizacji.
Służbę Wojskową odbył w Dywizyjnej Szkole Podchorążych Piechoty w Grodnie, a następnie trzymiesięczny kurs podchorążych broni pancernej w Modlinie (m.in. w 1938 brał udział w manewrach wojskowych krakowskiego 5 baonu pancernego w Biedrusku pod Poznaniem, w stopniu plutonowego podchorążego broni pancernej).

### II wojna światowa
Po wybuchu II wojny światowej zmobilizowany do 2 batalionu pancernego w Żurawicy k. Przemyśla, uczestniczył w walkach kampanii wrześniowej w rejonie Lwowa. Po inwazji Związku Radzieckiego usiłował przedostać się przez Rumunię na Zachód z zamiarem dołączenia do tworzącej się we Francji Armii Polskiej. Blisko granicy polsko-rumuńskiej został aresztowany przez patrol radziecki i przewieziony początkowo do aresztu w Kosowie a kilka dni później do więzienia w Stanisławowie. W styczniu 1940 został wywieziony jednym z pierwszych transportów do Związku Radzieckiego. W ciągu kilku miesięcy był więziony kolejno w Czernihowie, Kijowie i Charkowie. Na początku 1941 skazany wyrokiem zaocznym na 10 lat ciężkich robót i wywieziony do łagru w okręgu archangielskim. Mimo że układ Sikorski-Majski przewidywał we wrześniu 1941 amnestię dla Polaków więzionych w Związku Radzieckim, bez podania jakichkolwiek powodów, łącznie z grupą kilkunastu innych osób, został zwolniony dopiero sześć miesięcy później. W marcu 1942 objął funkcję kierownika polskiej placówki opieki społecznej w Czelabińsku na Uralu, a następnie został przeniesiony do Ambasady RP w Kujbyszewie i mianowany delegatem na Kazachstan (Ałma-Ata). W przeddzień wyjazdu aresztowany na ulicy w Kujbyszewie i po tygodniu przewieziony do Czelabińska, gdzie tym razem był więziony przez kilka miesięcy w podziemiach budynku NKWD w jednoosobowej celi, oraz przesłuchiwany w dzień i w nocy. Po usilnych staraniach Ambasady został zwolniony i wydalony z ZSRR. Po rekonwalescencji w Teheranie pracował z nominacji Rządu RP na Wychodźstwie w Placówce Łączności z Krajem przy Konsulacie Generalnym RP w Konstantynopolu. Przeniesiony następnie do Londynu, współpracował z premierem Tomaszem Arciszewskim, skąd wkrótce został wysłany do Rzymu jako Delegat Rządu RP do opieki nad uchodźcami we Włoszech (współpracował tam ściśle z 2 Korpusem Polskim gen. Władysława Andersa, dzięki czemu udało się zorganizować na południu kraju dwa duże obozy dla uchodźców, którym udało się różnymi drogami dostać do Włoch).

### Okres powojenny i działalność emigracyjna
W 1946 razem z wojskiem ewakuował się do Londynu, gdzie odpowiadał następnie za sprawy imigracyjno-uchodźcze przy premierze gen. Tadeuszu Borze-Komorowskim. Równocześnie zasiadał we władzach Światowego Związku Polaków z Zagranicy, który wznowił swoją przedwojenną działalność na Wychodźstwie z pomocą byłego prezesa „Światpolu”, a później Prezydenta RP, Władysława Raczkiewicza.
W 1948 wyemigrował jako uchodźca polityczny do Stanów Zjednoczonych, gdzie mieszkał do śmierci w 2016. Wkrótce potem został dyrektorem wykonawczym nowo utworzonego Polskiego Komitetu Imigracyjnego i Pomocowego w Nowym Jorku (prezesem był ks. prałat Feliks Burant). Zadaniem tej organizacji było ułatwianie emigracji tysiącom uchodźców – byłym więźniom obozów koncentracyjnych i żołnierzom Polskich Sił Zbrojnych na Zachodzie. Był odpowiedzialny za akcje Komitetu zarówno w centrali w Nowym Jorku, jak i za działalność placówek (częściowo finansowanych przez władze amerykańskie) w kilku krajach Europy Zachodniej. Został następnie wybrany na członka Komitetu Wykonawczego Amerykańskiej Rady Organizacji Pomocowych za Granicą. Równocześnie był czynnie zaangażowany w pracach wielu organizacji polonijnych w USA, był m.in. wiceprezesem Kongresu Polonii Amerykańskiej w Nowym Jorku i wieloletnim członkiem Komitetu Spraw Polskich Kongresu w Chicago, wiceprezesem Komitetu Parady Pułaskiego w Nowym Jorku, członkiem zarządu nowojorskiego dziennika „Nowy Świat” (wydawanego w języku polskim).
W 1961 mianowany Dyrektorem Wydziału Narodowościowego w Krajowym Komitecie Partii Demokratycznej, koordynował m.in. działalność kilkunastu grup etnicznych w kampanii wyborczej Johna F. Kennedy’ego i Lyndona Johnsona. Mianowany następnie specjalnym asystentem do kontaktów międzynarodowych Poczmistrza Generalnego USA Johna A. Gronouski’ego (pierwszego w historii Polonii Amerykanina polskiego pochodzenia, będącego jednocześnie członkiem gabinetu Prezydenta USA). Reprezentował Departament Poczty m.in. na Światowych Wystawach Filatelistycznych (np. w 1973, podczas Światowej Wystawy Filatelistycznej w Poznaniu, z okazji Roku Kopernikowskiego). Był koordynatorem z ramienia Departamentu Poczty wydania w Stanach Zjednoczonych historycznego znaczka pocztowego (z orłem białym w koronie i krzyżem na czerwonym tle) z okazji Millenium Chrześcijaństwa Polski (projekt Edmunda Lewandowskiego, nakład 130 milionów, 1966). Uroczystość proklamowania tego znaczka stała się manifestacją środowisk polonijnych na rzecz odzyskania niepodległości Polski. Miał także cenny udział w inicjatywie wmurowania w imieniu Polsko-Amerykańskich Klubów Kulturalnych tablicy obok sarkofagu Tadeusza Kościuszki w katedrze wawelskiej w Krakowie, przypominającej o jego roli w walce o wolność Polski i Stanów Zjednoczonych. Pracę w administracji państwowej USA potrafił łączyć z czynnym udziałem w życiu Polonii amerykańskiej. Był m.in. współorganizatorem i prezesem Polsko-Amerykańskiego Klubu Kulturalnego w Waszyngtonie (a także prezesem Krajowej Rady tych klubów), czynnym członkiem Polskiego Instytutu Naukowego i Kulturalnego w Nowym Jorku, Fundacji Kościuszkowskiej, wiceprezesem Polsko-Amerykańskiego Komitetu Zwalczania Raka Kobiet w Polsce i in.
W 1978 przeszedł na emeryturę, ale jego aktywność nie uległa zmianie. Został wybrany do Rady Dyrektorów i Komitetu Programowego Radia Wolna Europa, dzięki czemu został członkiem Narodowego Klubu Prasowego w Nowym Jorku. Był także przez kilka lat honorowym doradcą Dyrekcji Poczty w Republice Chińskiej (Tajwan). Po wyborze ks. kard. Karola Wojtyły na Stolicę Apostolską został koordynatorem Ogólnoamerykańskiego Komitetu Ufundowania Domu Polskiego Jana Pawła II w Rzymie, mieszczącego się przy via Casia (prezesem Komitetu został Przewodniczący Komisji Spraw Zagranicznych Kongresu USA, Clement Zabłocki). Po utworzeniu przez Papieża Fundacji Jana Pawła II, która przejęła odpowiedzialność za Dom Polski oraz powstały tam Instytut Kultury Chrześcijańskiej i Ośrodek Dokumentacji, został mianowany przez Jana Pawła II członkiem władz tej Fundacji w Rzymie. Pełnił tę funkcję przez kilkanaście lat. Równocześnie był współorganizatorem Kół Przyjaciół Fundacji w różnych ośrodkach polonijnych. Pod koniec życia był Prezesem Honorowym Koła w Waszyngtonie.
Po 1989 bywał co roku w Polsce, był m.in. gościem honorowym i jednym z trzech mówców sesji inauguracyjnej III Zjazdu Polonii i Polaków z Zagranicy w Warszawie i Pułtusku (2007). Współpracował ściśle ze Stowarzyszeniem „Wspólnota Polska” w Warszawie, niemal od początku istnienia tej organizacji. 23 czerwca 2008 został powołany przez Marszałka Senatu Bogdana Borusewicza w skład kilkunastoosobowej Polonijnej Rady Konsultacyjnej przy Marszałku Senatu.
Maltańczyk. Członek Stowarzyszenia Polskich Kombatantów w USA – koła w Waszyngtonie. Po jego rozwiązaniu został przyjęty do placówki Polskiego Legionu Weteranów Amerykańskich.
Na wniosek Attaché Obrony przy Ambasadzie RP w Waszyngtonie, decyzją ministra obrony narodowej RP otrzymał we wrześniu 2000 nominację na stopień kapitana rezerwy. Z kolei w 2005 został mianowany majorem rezerwy Wojska Polskiego.
Żona, Adela (Adeline) z d. Nowińska (ur. 10 stycznia 1919 w stanie Connecticut, zm. 16 lutego 2011 w Waszyngtonie), pochodząca z wielopokoleniowej patriotycznej rodziny polsko-amerykańskiej, zachowującej tradycje i język polski, przez lata towarzyszyła mężowi w jego działalności polonijnej.
19 października 2010 w siedzibie Senatu Rzeczypospolitej Polskiej odbyło się uroczyste przekazanie spuścizny Władysława Zachariasiewicza (dokumenty, listy, fotografie, wycinki prasowe) do Archiwum Akt Nowych w Warszawie. W uroczystości wzięli udział marszałek Senatu – Bogdan Borusewicz, minister kultury i dziedzictwa narodowego Bogdan Zdrojewski oraz dyrektor Archiwum Akt Nowych Tadeusz Krawczak. Przekazanie spuścizny stanowiło ostatni akcent III Posiedzenia Polonijnej Rady Konsultacyjnej przy Marszałku Senatu.
W lutym 2014 poślubił działaczkę polonijną Sandrę Rovsek-Crabb.
Mieszkał w Chevy Chase, w stanie Maryland (przedmieścia Waszyngtonu).

## Odznaczenia i wyróżnienia
- Krzyż Wielki Orderu Odrodzenia Polski (pośmiertnie, 2016)[5]
- Krzyż Komandorski z Gwiazdą Orderu Odrodzenia Polski (2002)[6]
- Krzyż Komandorski Orderu Odrodzenia Polski (1994)[7]
- Krzyż Komandorski z Gwiazdą Orderu Zasługi Rzeczypospolitej Polskiej (2010)[8]
- Krzyż Komandorski z Gwiazdą Orderu Świętego Grzegorza Wielkiego (nadany przez Jana Pawła II; 1991)
- Medal „Pro Memoria” (przyznawany przez Urząd do Spraw Kombatantów i Osób Represjonowanych w Warszawie; 2007)
- Wawrzyn Polonijny Stowarzyszenia „Wspólnota Polska” (2007)[9]
- Złoty Medal Stowarzyszenia „Wspólnota Polska” (2004)
- „Chluba Polonii” (wyróżnienie Apostolatu Polskiego w USA; 1999)
- Honorowa Odznaka Sybiraka
- Złota Odznaka Honorowa Stowarzyszenia Polskich Kombatantów (Londyn, 1956)
- Odznaka Honorowa „Bene Merito” (2011)[10].

Ponadto duża ilość dyplomów i wyróżnień różnych organizacji polonijnych.

## Publikacje
Był autorem obszernego rozdziału poświęconego Stanom Zjednoczonym w pracy zbiorowej Akcja niepodległościowa na terenie międzynarodowym 1945–1990 (tom 4 cyklu pt. Materiały do dziejów uchodźstwa niepodległościowego, t. 1-7; Polskie Towarzystwo Naukowe na Obczyźnie, Londyn 1999; rozszerzona wersja tego tekstu ukazała się na łamach „Dziennika Związkowego” w Chicago).
Z inicjatywy „Wspólnoty Polskiej” opublikował obszerną pracę pt. Etos niepodległościowy Polonii amerykańskiej (Oficyna Wydawnicza „Rytm” – Stowarzyszenie „Wspólnota Polska”, Warszawa 2005, ISBN 83-7399-138-7, ISBN 83-88416-27-8), będącą kompendium wiedzy o działalności Polonii amerykańskiej w XX wieku. W książce tej przybliżył szereg amerykańskich organizacji polonijnych, pokazując ich osiągnięcia i działania polityczno-społeczne, związane z walką o niepodległość państwa polskiego i propagandą władz PRL-u, pomocą uchodźcom politycznym zza żelaznej kurtyny, czy reprezentacją interesów polskich w instytucjach rządowych USA.
Był autorem wielu artykułów do prasy polonijnej, a także listów do prasy amerykańskiej w obronie dobrego imienia Polski (m.in. w „The Washington Post”, „The International Herald Tribune”).